# インデペンデント
インデペンデント紙（The Independent）はトニー・オライリーの所有するインデペンデントニュース&メディア社によって発行されているイギリスのオンライン新聞である。愛称はインディ（Indie）、日曜版はシンディ（Sindie）と呼ばれる。  政治的にどこにも属さないと主張している。2004年にブリティッシュ・プレス賞の年間最優秀全国紙賞（National Newspaper of the Year）を受賞した。かつては紙面での発行も行っていたが、2016年3月をもって終了し、オンライン新聞に移行した。
ウェブサイトとモバイルアプリを合わせた月間アクセス数は、2021年に19,826,000に達した。2023年のドラム賞オンラインメディア部門でブランド・オブ・ザ・イヤーを受賞した。
1997年にロシアのオリガルヒで元KGB将校のアレクサンドル・レベデフに売却され2010年までレベデフが所有していた。レベデフはまた、2022年8月30日にミハイル・ゴルバチョフが亡くなるまで、ゴルバチョフとともにノーヴァヤ・ガゼータを共同所有していた。 2017年、スルタン・ムハンマド・アブルジャダイエルがインディペンデント紙の株式30％を購入した。

## 歴史

### 1986年創刊
1986年10月7日、インデペンデント紙は、イギリスでもっとも新しい高級紙として、高級紙判（ブロードシート判）で創刊された。
もはやかつての高級紙判でなく、紙の新聞としては発行されていないが、高級紙であることには変わりがない。
発行元はニュースペーパー・パブリッシング） 社で、アンドレアス・ウィッタム・スミス（Andreas Whittam Smith）、ステファン・グローバー（Stephen Glover）、マシュー・シモンズ（Matthew Symonds）の3人が創刊した。3人はハートウェル（Hartwell）卿体制下の『デイリー・テレグラフ』を離れた記者たちであった。マーカス・シーフ（Marcus Sieff）が初代社長、スミスが初代編集長となった。
インデペンデント紙はイギリスの報道業界の重大な緊迫期に創刊された。当時、ルパート・マードックが長年の業界慣行を打破しようとして出版労組と闘争していた。この不穏な空気の中で、新興の同紙は、マードックの抱える高級紙『タイムズ』から、非常によい人材を獲得することが出来た。そうした人材の多くは、マードックがタイムズを含むニューズインターナショナルの印刷拠点をグレーズ・イン・ロードのニュープリンティングハウススクエアからワッピング（Wapping）地区に移した際に起きた、いわゆるワッピング争議などにより退職を選んだ人々であった。
またインデペンデント紙は歴史が浅かったために、他紙よりも印刷業者とかなり良好な関係を持つことが出来た。
「本紙はそう（独立――Independent――している）です。あなたは?（It is. Are you?）」という広告文とともに登場し、『ガーディアン』紙とリベラル層の読者を求めて争った同紙は、1989年には40万以上の発行部数に到達することができた。停滞する新聞市場で読者獲得を競い合う中での『インデペンデント』紙の出現は、紙面のデザインと内容の両面の刷新のみならず、損失を強いる「価格競争」の口火を切る要素の一つとなった。当時、新聞市場は非常に逼迫していたため、同紙が1990年に日曜版を創刊したときには、発行部数は期待を下回った。その結果として、日曜版の発行は大部分専属の編集部員によって続けられたが、一部内容は平日版に吸収されることになった。

### 財政問題
1990年代になると、親会社であるニュースペーパーパブリッシング社が経営難に陥っていることが明らかになった。1980年代に創刊されたいくつかの他紙は、採算性を確保するに足る定期購読者層を確立することなく急速に破綻していったが、『インデペンデント』紙も同様の問題を抱えていた。そこで、ヨーロッパ大陸の2つのメディアグループが同社に少額の出資をした。他の多くのメディア企業も、多くの理由から、経営難にあえぐ同紙のより完全な経営権を取得することに関心を持っていた。
トニーが所有するメディアグループであるインデペンデントニュース&メディアとミラーグループニュースペーパーズ（Mirror Group Newspapers／MGN）の両者は、1994年半ばまでに同社に多額の出資を実施した。また1995年3月に、ニュースペーパーパブリッシング社は、株主割当発行により、O'Reilly（43%）、MGN（43%）、プリザ（Prisa／スペインEl Pais紙の発行元、 12%）の3社に自社株分割を行い、経営が再建された。
1996年4月、さらに財政整理が行われ、1998年3月、O'Reillyは3000万ポンドでNeニュースペーパーパブリッシング社の残りの54%の株式を取得し、債務を承継した。ブランデン・ホプキンス（Brendan Hopkins）が、インデペンデントニュース&メディアの代表となり、アンドリュー・マー（Andrew Marr）が『インデペンデント』紙、ロージー・ボイコット（Rosie Boycott）が日曜版の編集長に任命された。マーは短命だったものの劇的なデザイン変更を取り入れ、幾ばくか重要な支持を得たが、販促予算が限られていたこともあり、商業的には大部分が失敗であった。マーはのちに、半自伝的著作「我が職業（My Trade）」の中で、これらの改革は無謀であったと認めている。
ボイコットは1998年4月に退職して『デイリー・エクスプレス（The Daily Express）』紙へ移籍、マーも1998年5月に後に続き（後にBBCに移籍して政治部部長となった）、シモン・ケルナー（Simon Kelner）が新編集長となった。このときまでに同紙の発行部数は20万部以下にまで落ち込んでいた。インデペンデントニュース&メディアは発行部数改善のために多額の支出を行い、同紙は多くのデザイン変更を実施した。発行部数は改善したものの1989年の部数には届かず、黒字にも戻らなかったため、解雇と緊縮財政が行われ、記者たちも離れてゆき、社内の士気も低下した。2002年7月、かつては『サンデー・タイムズ（Sunday Times）』紙の重要人物で、1995年からインデペンデントニュース&メディアの取締役であったイヴァン・ファロン（Ivan Fallon）が、ホプキンスの後任として代表となった。同紙は現在、毎年約500万ポンドの赤字を出しているが、2004年3月時点では、2005年までに黒字に転換すると予測していた。
時折物議を醸すジャーナリストのロバート・フィスクは『インデペンデント』紙に定期的に寄稿している。そして、フィスクの中東からの報道は、イスラエル・パレスチナ問題が論じられる英語のウェエブサイトではどこでも、広くそして一貫して引用されている。

### 高級紙判からタブロイド判への変更
元々ブロードシート判で出版されていたが、2003年9月から、内容はどちらも同じながらも、ブロードシート判とタブロイド判を選べるように発行されるようになった。
ただしタブロイド判バージョンは「タブロイド」という言葉から連想される描写のきわどい大衆紙と距離を置くために、「コンパクト判」と自称している。コンパクト判は読者の評判もおおむねよかったため、イギリス全土に段々と広がっていった。ルパート・マードックはすぐにこれに倣い、自らの保有する新聞にも「コンパクト判」を取り入れた。
2004年5月14日、最後のブロードシート判の平日版を発行した。これに先立つ同年1月には、ブロードシート判の土曜版の発行を停止していた。The Sindie（日曜版）は2005年10月9日に最後のブロードシート判を発行し、翌週の10月16日からはコンパクト判で発行された。
2005年4月12日、スペイン・バルセロナのあるデザインスタジオとともに、フランスの『リベラシオン』紙に近い、よりヨーロッパ大陸的雰囲気を与えた「デザインの抜本的変更」を行った。また、平日の第二部は本紙（第一部）の中に含まれるようになり、特集記事が主要ニュース面に普通に現れるようになった。そして、1面と裏1面の両方に変更が加えられた。これにより、販促費には100万ポンド以上が使われた。
これらの変更前は、発行部数は一日約21万7500部で、イギリスの主要な日刊全国紙の中で最低であったが、変更後は、2004年3月時点で発行部数が公称15%増加したとしている（およそ25万部の計算になる）。
2008年9月23日にはフルカラーになり、2010年10月26日、『i』が姉妹紙として創刊されまで続いた。インデペンデント紙の2011年4月4日から5月1日までの平均発行部数は、180,743部であった。
2016年3月26日を最後に紙での発行を終了し、オンライン新聞に移行した。姉妹紙の『i』はジョンストン・プレスに売却された。

### がんばれ日本！の表紙
2011年3月13日の日曜版に、「がんばれ、日本。（Don't give up Japan）」「がんばれ、東北。（Don't give up Tohoku）」の文字に日の丸をあしらった表紙が掲載された。スタッフから「日本人の妻が感動的なブログを読んだ」と聞いたジョン・マリン編集長が興味を持ち、東北地方太平洋沖地震で被災したサンドウィッチマンの伊達みきお公式ブログのエントリ「みんな頑張れ!」からヒントを得て作られたものである。津波の写真や福島第一原子力発電所事故の写真を掲載すべきだという意見も多かったが、「震災の悲惨さを伝えるのも大切だが、人々を勇気づけるメッセージ発信も新聞の役割」として掲載された。なお、伊達のブログの一文「戦後、俺たちのじいちゃんやばぁちゃんは日本を復活させた。世界には奇跡と言われた日本の復興。必ず復興します! 日本をナメるな! 東北をナメるな!」は英訳され、インデペンデント電子版に紹介されている。